# ضيائية وهاجة
الضيائية الوهّاجة هو إصدار ضوئي منبعث من مواد معينة عند درجات حرارة مرتفعة (عادة عند تعرضها للهب) وله كثافة عند بعض الأطوال الموجية والتي يمكن، من خلال التأثير الكيميائي في اللهب، أن تكون أعلى من انبعاث الجسم الأسود المتوقع من التوهج الحراري عند نفس درجة الحرارة. هذه الظاهرة ملحوظة في بعض مواد الفلزات الانتقالية وأكسيد عنصر أرضي نادر (خزف) مثل أكسيد الزنك وأكسيد السيريوم الرباعي وثاني أكسيد الثوريوم .